# Binó Boglárka
Binó Boglárka (Szombathely, 1999. október 11. –) junior világbajnok magyar válogatott kézilabdázó, kapus, a Gárdony-Pázmánd NKK játékosa, kölcsönben a Győri Audi ETO KC csapatától.

## Pályafutása

### Klubcsapatokban
Pályafutását Szombathelyen kezdte, majd onnan került a Győri Audi ETO-hoz. A Rába-parti csapat többször is kölcsönadta őt, többek közt az első osztályú Békéscsabai ENKSE és a másodosztályban szereplő Vasas csapatának is. A 2020-2021-es szezonra a másodosztályú Gárdonyhoz került kölcsönbe.

### A válogatottban
Részt vett a hazai rendezésű 2018-as junior női kézilabda-világbajnokságon, amelyen a magyar válogatott csapatával aranyérmet szerzett. Legemlékezetesebb teljesítményét a Románia ellen 31-26-ra megnyert negyeddöntőben nyújtotta, ahol több bravúros védéssel járult hozzá a csapat győzelméhez.